# Antonia Kidman
Pour les articles homonymes, voir Kidman.
Antonia Kidman est une journaliste, présentatrice de télévision, productrice de cinéma et actrice australienne, née à Melbourne le 14 juillet 1970. Elle est la sœur de l'actrice Nicole Kidman.